# バラ色の日々 (MAXの曲)
「バラ色の日々」（ばらいろのひび）は、MAXの18作目のシングル。2000年9月1日にアナログ盤が、2000年9月6日にCDが発売された。発売元はavex trax。

## 解説
- 2000年第3弾シングル。
- 14thシングル「銀河の誓い」に引き続き、アナログ盤とCDの2形態で発売された。
- Backstreet Boys「Larger Than Life（英語版）」のカバー。
- 制作のテーマは“ファンキー＆セクシー”。今までのMAXにはない曲調だったこと、原曲が男性ボーカルだったことに不安があったが、重厚なトラックと日本語詞の堅さが予想以上の相乗効果を産み出したとのこと。
- 失恋ソングで詞の世界観は切ないが、トラック重視の強めのサウンドに乗せ前向きに荒々しく歌うことで潔さを表現。しかし楽曲とは対照的にダンスでは女らしさを表現したとのこと。
- 曲中の歓声は、当時真っ只中であったツアーの大阪城ホール公演で録音されたものが使用されている。
- カップリング曲の「Wired」はネット恋愛がテーマのR&Bテイストな楽曲。
- CDは初回限定盤のみ「バラ色の日々(Bless Beat Mix)」収録。アナログ盤には永続収録されている。
- 発売日にはプロモーションとして、MAX・バラ色バス（ラッピングバス）が都内を巡回走行。
- 第51回NHK紅白歌合戦で披露された曲である。

## 収録曲

### CD
1. バラ色の日々
日本語詞：海老根祐子 / 作詞・作曲：Max Martin、Kristian Lundin、Brian Littrell / 編曲：清水信之
2. Wired
作詞：黒須チヒロ / 作曲・編曲：AKIRA
3. バラ色の日々 (Instrumental)
4. Wired (Instrumental)
5. バラ色の日々(Bless Beat Mix)
リミックス：村山晋一郎＊the coutesy of DNA Capsules

### アナログ盤
SIDE A
1. バラ色の日々-BLESS BEAT MIX-

SIDE B
1. バラ色の日々 (original mix)
2. Wired (original mix)

## 収録アルバム
バラ色の日々
- EMOTIONAL HISTORY (#8)
- PRECIOUS COLLECTION 1995-2002 (Disc-2 #6)
- MAXIMUM PERFECT BEST (Disc-2 #6)